# Liwocz
Liwocz (562 m) (dawniej Lewocz) – najwyższe wzniesienie na Pogórzu Ciężkowickim, położone na terenie miejscowości Brzyska. 
Góra porośnięta lasem mieszanym z przewagą lasu iglastego oraz buczyną karpacką. Z platformy widokowej znajdującej się na jej wierzchołku rozciąga się widok na dolinę Wisłoki oraz na miasto Jasło. 

## Turystyka
Na Liwocz prowadzą dwa szlaki turystyczne:
- – zielony Jabłonica – Liwocz (↑ 1.30 godz., ↓ 1.05 godz.),
- – żółty Kołaczyce – Liwocz – Brzanka – Siedliska (z Kołaczyc ↑ 2.15 godz., ↓ 1.55 godz.).

Na wierzchołku i stokach Liwocza znajdują się m.in.:
- platforma widokowa – przy dobrej widoczności można z niej zobaczyć Tatry[2], Babią Górę[3], Bieszczady[4] oraz Góry Świętokrzyskie[5],
- rezerwat przyrody Liwocz,
- stacje drogi krzyżowej,
- wielki krzyż na platformie (w nocy oświetlany),
- pomnik Jana Pawła II,
- figury Jezusa na wieży,
- stary dąb (zniszczony przy budowie platformy widokowej),
- Sanktuarium Chrystusowego Krzyża i Matki Bożej Królowej Pokoju na Liwoczu,
- całoroczna szopka,
- źródło wody siarkowej,
- Kamień Pustelnika.

Twórcą sanktuarium, drogi krzyżowej i wieży widokowej z krzyżem jest były proboszcz parafii MB Nieustającej Pomocy w Błażkowej, ks. kanonik Gerard Stanula.

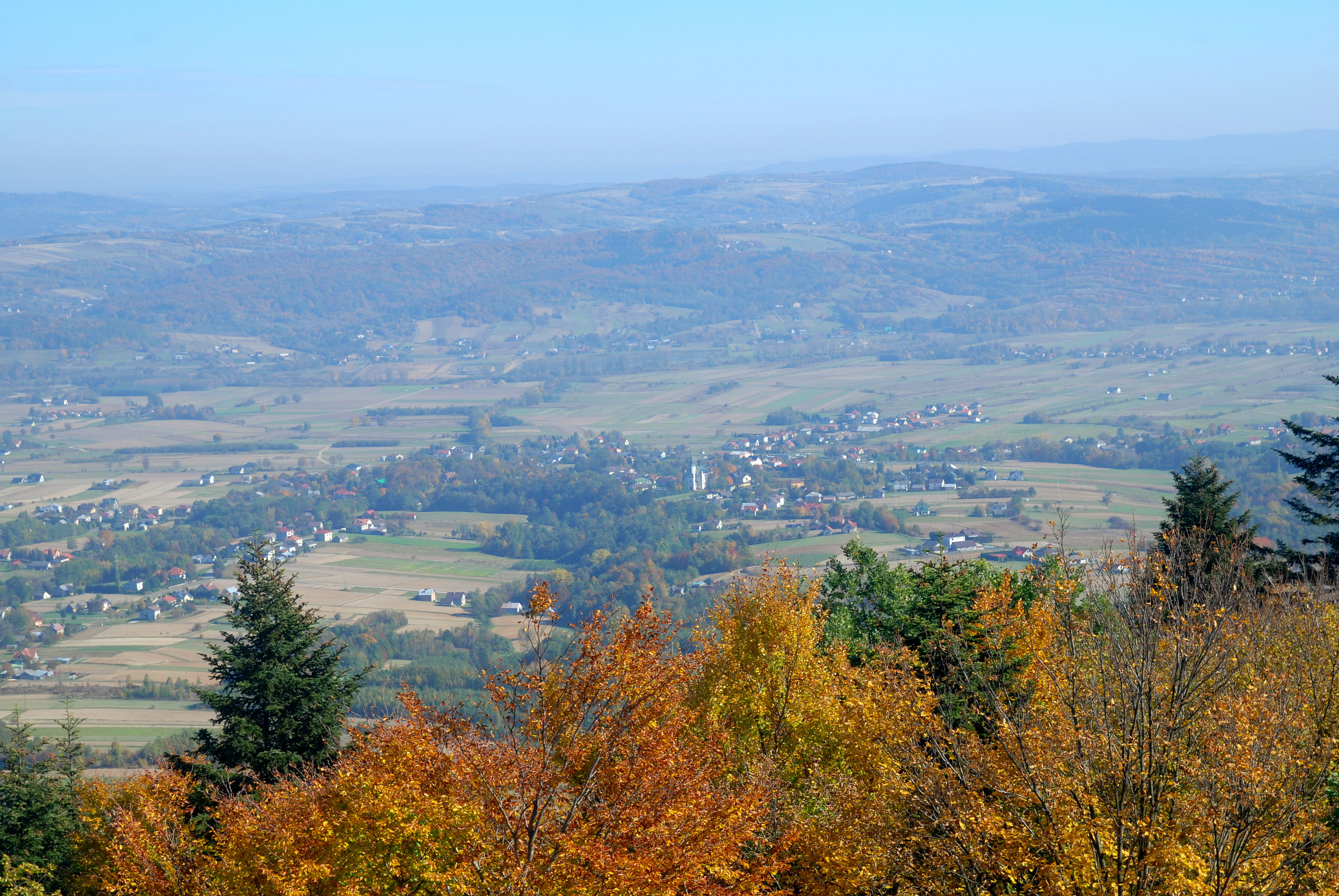
Widok z wieży na Brzyska
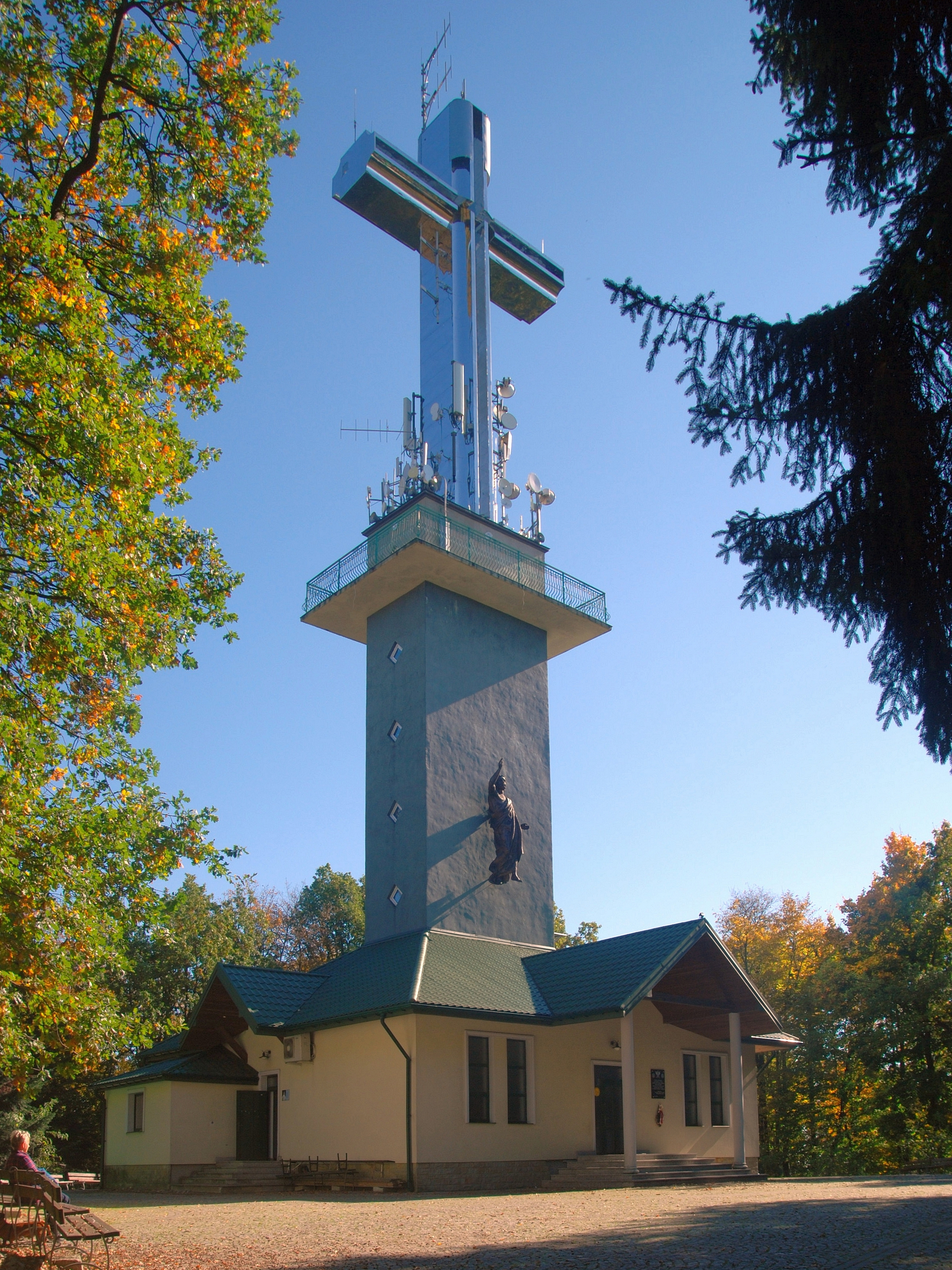
Wieża widokowa z sanktuarium
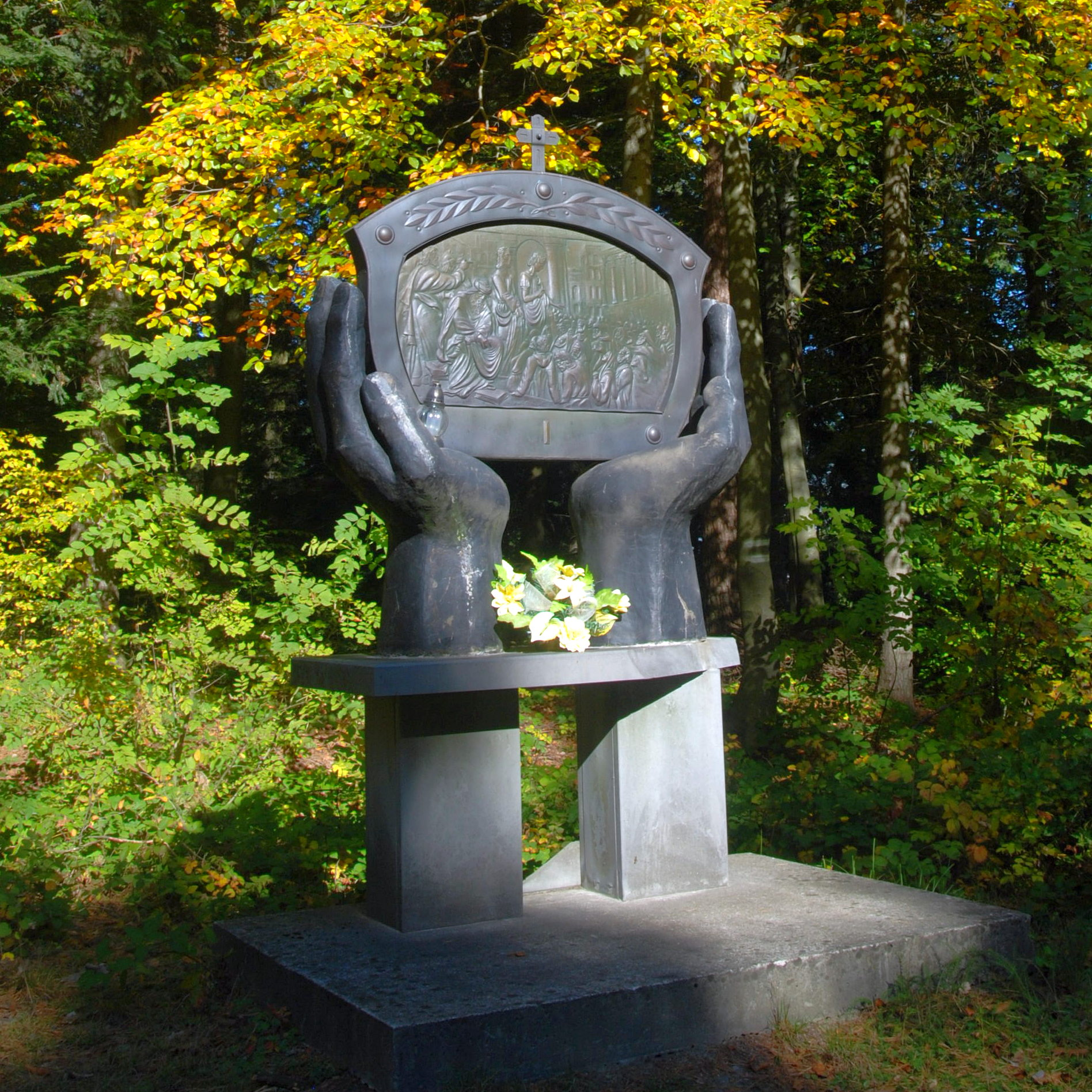
Stacja drogi krzyżowej

## Nadajniki
Od 28 lipca 2007 roku z krzyża na szczycie góry, na częstotliwości 94,1 MHz, nadaje Radio Via (ERP nadajnika to 1 kW). Od  28 kwietnia 2014 roku nadaje stamtąd Radio Trendy, na częstotliwości 101,9 MHz (ERP 1 kW).
Na krzyżu zainstalowane są przemienniki amatorskie, którymi opiekuje się klub krótkofalarski SP8KJX z Jasła:
- analogowy SR8JS, pracujący na częstotliwości 438,800 MHz,
- analogowy SR8V, pracujący na częstotliwości 145,6125 MHz,
- DIGI APRS SR8NWF pracujący na częstotliwości 144,800 MHz.